# 19183 Amati
19183 Amati este un asteroid din centura principală de asteroizi.

## Descriere
19183 Amati este un asteroid din centura principală de asteroizi. A fost descoperit pe 5 octombrie 1991 la Tautenburg de Freimut Börngen și Lutz Dieter Schmadel. Asteroidul prezintă o orbită caracterizată de o semiaxă mare de 2,67 ua, o excentricitate de 0,18 și o înclinație de 12,8° în raport cu ecliptica.